# Flavio de Luca
Flavio de Luca (Roma, 19 gennaio 1953) è un dirigente d'azienda italiano.

## Biografia
Flavio de Luca, figlio dell'ex Direttore Generale della Rai Villy de Luca, si laurea con lode in Giurisprudenza all'Università La Sapienza di Roma, specializzandosi in Scienze dell'Amministrazione (1976).

## Sport
Nei primi anni ottanta Flavio de Luca fonda insieme a Maurizio Maspes e a Nicola Pietrangeli la Federazione Italiana Calcetto (assorbita poi dalla FIGC). Rassegnerà le dimissioni dalla carica di presidente della F. I.Ctt. per accettare la nomina di Commissario straordinario della Flotta Lauro.

## Carriera
Flavio de Luca viene scelto nel 1983, sotto il quinto Governo Fanfani, per ricoprire l'incarico di Commissario Straordinario del gruppo armatoriale Achille Lauro e del quotidiano napoletano il Roma (1983), succedendo così a Carlo Alhadeff e Giuseppe Batini. Durante il suo mandato le navi della flotta riprendono il mare inclusa l'ammiraglia, la M/N Achille Lauro. Il tentativo di risanamento del gruppo, tuttavia, si arresta bruscamente in seguito a due tragici episodi di portata internazionale. Nella primavera del 1985, Durante il conflitto Iran-Iraq, la M/N Volere, una superpetroliera di duecentocinquantamila tonnellate, viene colpita da un missile iracheno al largo dell'isola di Khark. Pochi mesi dopo, il 7 ottobre 1985, la M/N Achille Lauro, viene dirottata da un commando palestinese, mentre effettua una crociera nel Mediterraneo. Ciò che rimane della Flotta Lauro viene venduto nell'inverno del 1987 alla Finlauro degli imprenditori Eugenio Buontempo e Salvatore Pianura.
Nel 1995 Carlo Sgandurra, direttore dell'ANAS, chiama Flavio de Luca per collaborare alla trasformazione dell'ex azienda autonoma delle strade in ente pubblico economico e occuparsi del contenzioso (1995-2006). Flavio de Luca è stato Consigliere d'Amministrazione delle spa pubbliche METRO (2000-2003) e ARCEA (2002-2005), Presidente della SUDGEST, Presidente dell'Istituto Luce (2005-2006) e Capo della Segreteria Tecnica del Ministro della Funzione Pubblica Mario Baccini (2004-2006).

## Procedimenti giudiziari
In concomitanza con l'avvio delle trattative per la cessione della Flotta Lauro (1987), una denuncia di alcuni giornalisti del Roma e alcune iniziative parlamentari del democristiano Francesco Patriarca, indussero la magistratura napoletana ad avviare un'indagine. Inizia così un iter giudiziario che durerà quasi diciotto anni che vedrà De Luca assolto con formula piena, mentre è condannato per la mancata vendita del quotidiano ex laurino. In relazione a questa ultima vicenda l'ex commissario straordinario ha interessato la Corte di Strasburgo, in quanto successivamente al passaggio in giudicato della decisione della Cassazione, è emerso che il gruppo interessato all’acquisto del giornale era riferibile al parlamentare Francesco Patriarca.
Nel 2009 alla condanna penale per il quotidiano Roma si aggiunge quella contabile della Corte dei conti che per la stessa vicenda lo condanna per danno erariale a 59.000 euro, oltre interessi.
All'inizio degli anni ‘90 la vicenda giudiziaria di Flavio de Luca diviene un affaire nazionale. Il giudice titolare dell'istruttoria Vittorio Scarpetta si dimette dalla magistratura perché accusato dalla Procura della Repubblica di Napoli di aver manipolato l'inchiesta. Qualche mese dopo Corrado Carnevale, presidente del comitato di sorveglianza per la vendita della flotta, viene accusato di aver svenduto la flotta e inizia un processo parallelo a quello dell'ormai ex Commissario, dal quale emerge un contrasto di posizioni sulle condizioni di vendita della Flotta. Corrado Carnevale è stato assolto con formula piena dalle accuse mossegli per la cessione della Lauro (2002). Ugualmente assolto l'ex magistrato Vittorio Scarpetta (2002).

## Attività accademica
Nel 1980 vince il concorso come Ricercatore alla Facoltà di Giurisprudenza dell'Università degli Studi di Roma la Sapienza. Ha insegnato Diritto Amministrativo alla facoltà di Scienze Politiche della LUISS (1978-1979, 1982-1983) e Organizzazione dei pubblici poteri alla Scuola Superiore della Pubblica Amministrazione (1981-1982, 2006-2008). A seguito della vicenda giudiziaria che lo ha visto protagonista la carriera accademica di Flavio de Luca subisce un brusco arresto nel 1993, quando l'Università La Sapienza di Roma ne dispone la sospensione provvisoria, per riammetterlo solo nel 2006. Durante questo periodo Flavio de Luca ha continuato la produzione scientifica e avviato numerose collaborazioni con diverse testate giornalistiche. Nel 2011 ha pubblicato la monografia Definire l'Amministrazione edito da Rubbettino; nel 2014 il saggio Lavoro e immigrazione (Nuovi diritti di status individuale) edito da Edizione Croce; nel 2019 il saggio Tramonto del welfare e capitalismo globale edito da Pagine. Nel 2020 ha lasciato, per limiti di età, il ruolo di Ricercatore presso la Facoltà di Giurisprudenza dell'Università La Sapienza di Roma.